# Koçpınar
Koçpınar ist ein Dorf (Köy) im Landkreis Pertek der türkischen Provinz Tunceli. Im Jahr 2011 lebten in Koçpınar 97 Menschen.